# Antonio Molinari

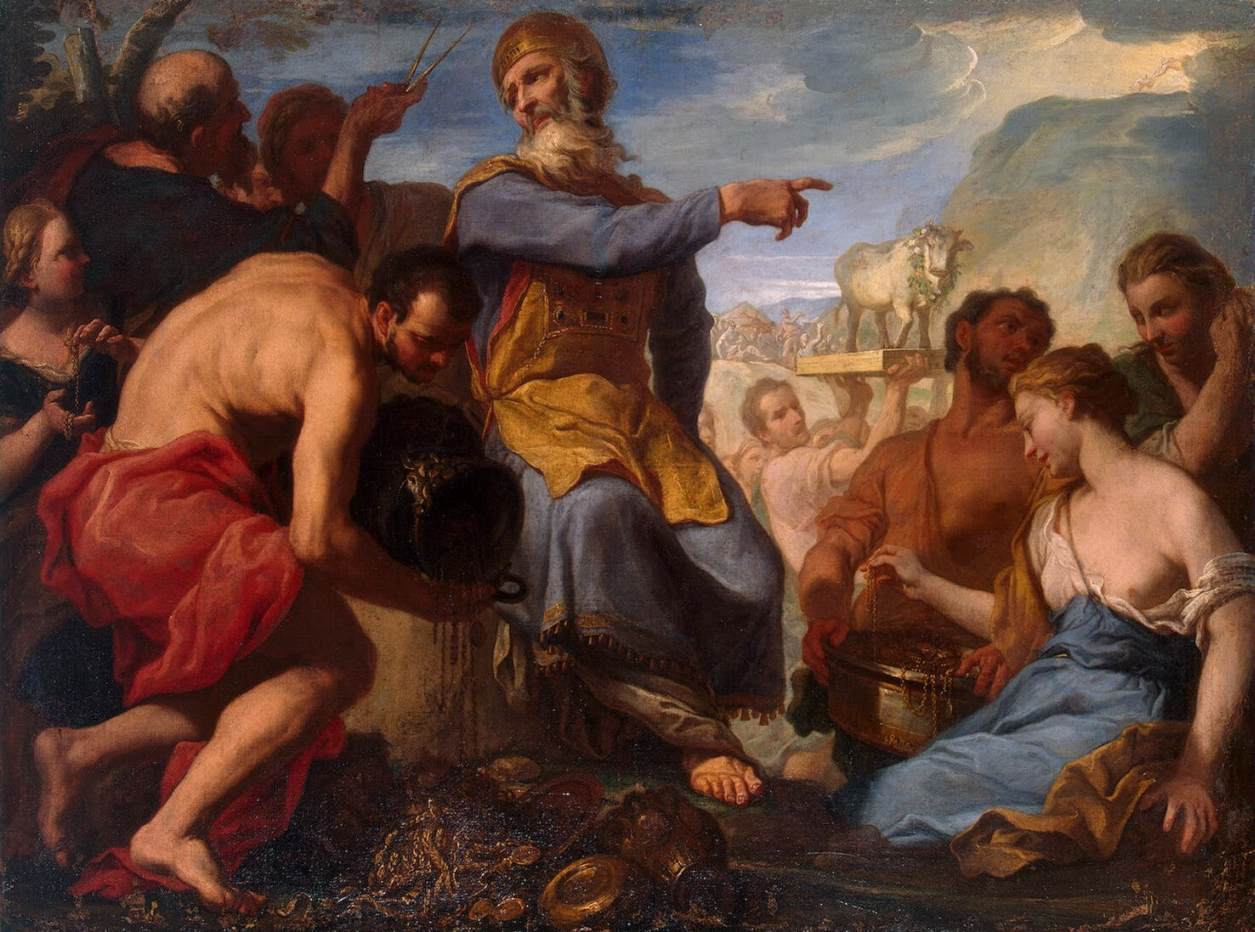
Adoración del Becerro de Oro, Museo del Hermitage.

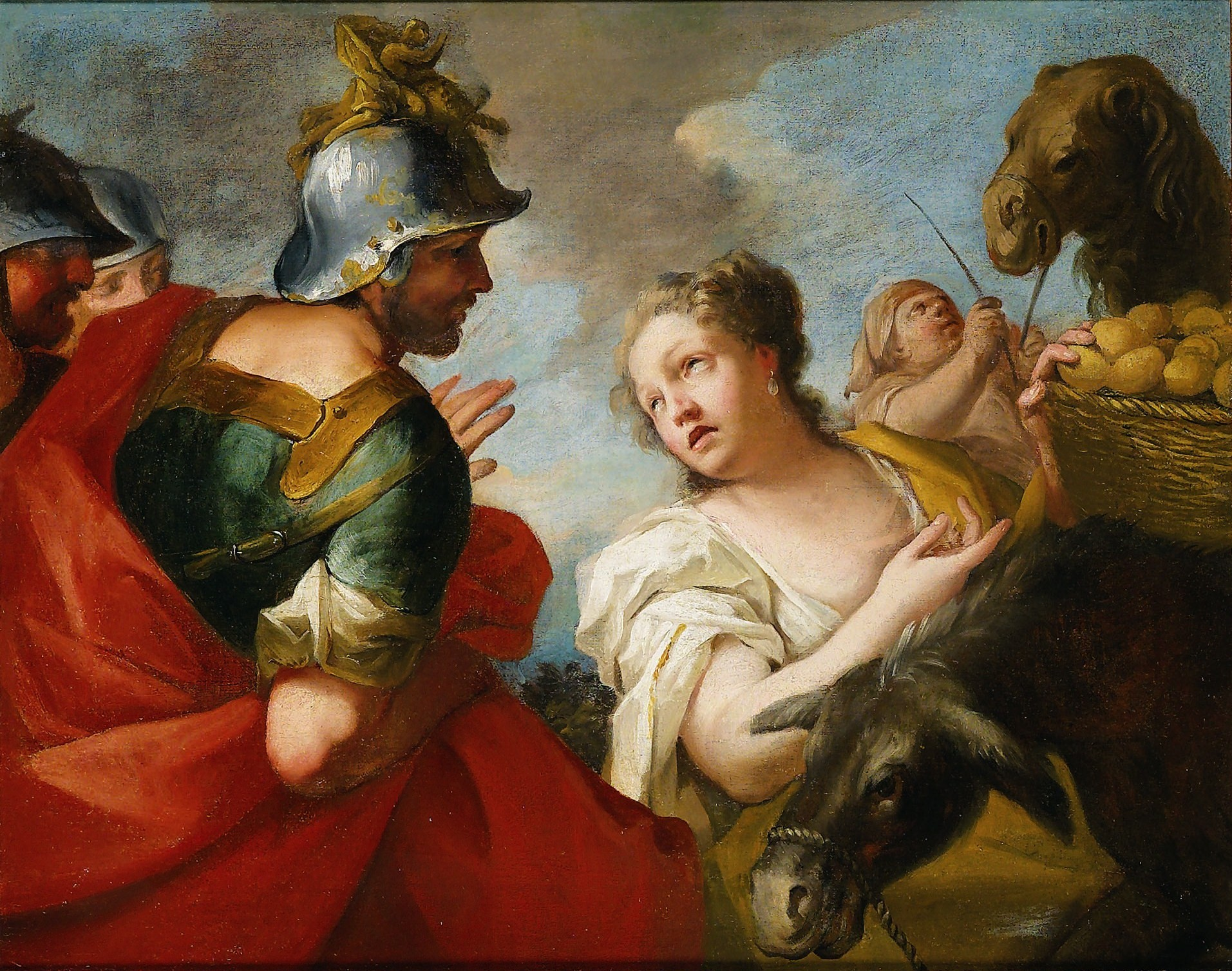
David y Abigail.

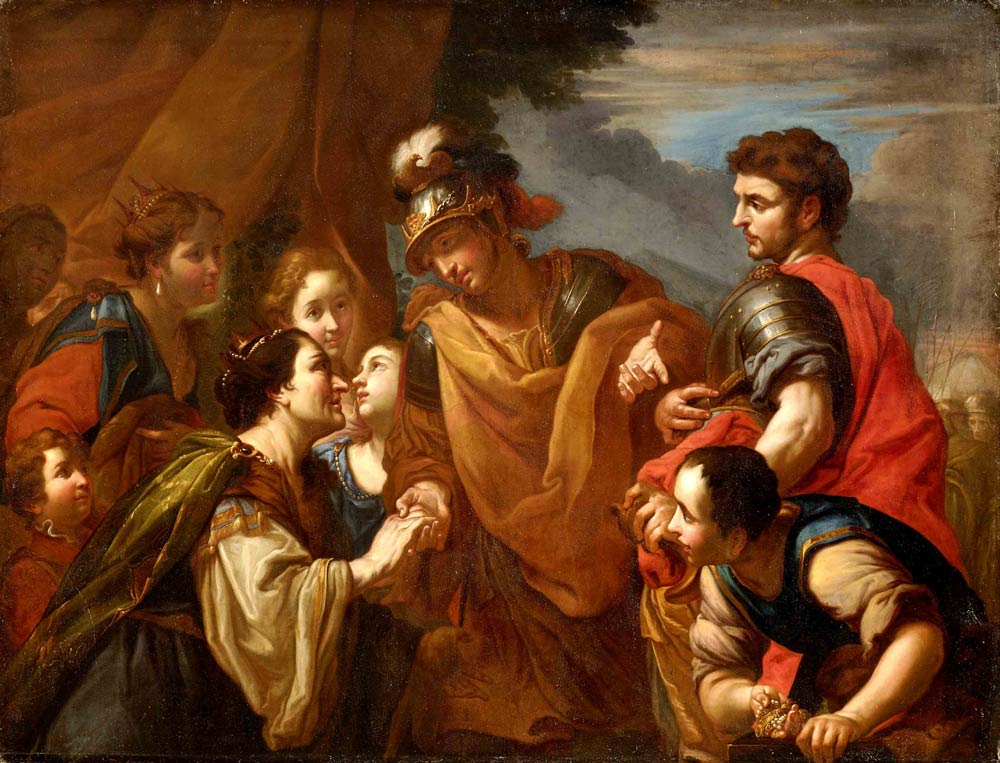
La familia de Darío a los pies de Alejandro.

Antonio Molinari (Venecia, 21 de enero de 1655-ibídem, 3 de febrero de 1704), pintor italiano del Barroco.

## Biografía
Hijo del también pintor Giovanni Molinari (1633-1687), estudió en Venecia con Antonio Zanchi. Su estilo está marcado por la influencia del tenebrismo napolitano de comienzos del XVII, que había tenido un cierto auge en la ciudad de los canales a partir de mediados del mismo siglo. Con el tiempo esta influencia se vio reducida por la inclusión de elementos de corte clasicista y una mayor variedad cromática.
Características del estilo de Molinari son sus figuras dispuestas en posiciones extremas, con los miembros muy torsionados, que les confieren una dinamicidad y elegancia muy peculiares. Notable es su Muerte de Ozías donde las figuras se distribuyen de manera geométrica jugando con zonas iluminadas y en penumbra.
Su más destacado alumno fue Giovanni Battista Piazzetta.

## Obras destacadas
- Alimento de los Cinco Mil (1690, San Pantaleone, Venecia)
- Muerte de Ozías (1695, Santa Maria degli Angeli, Murano)
- Combate entre lapitas y centauros (1698, Museo del Settecento Veneziano, Ca'Rezzonico, Venecia)
- Adoración del Becerro de Oro (1700-02, Museo del Hermitage, San Petersburgo)
- Adán y Eva (1701-04, Ball State University Museum of Art)
- Visitación (Ospedaletto, Venecia)
- La familia de Darío a los pies de Alejandro (Colección particular)